# 吲哚乳酸脱氢酶
吲哚乳酸脱氢酶（英語：indolelactate dehydrogenase，EC 1.1.1.110（页面存档备份，存于）），是一种以NAD+或NADP+为受体、作用于供体CH-OH基团上的氧化还原酶。这种酶能催化以下酶促反应：
吲哚-3-乳酸 + NAD+ {\displaystyle \rightleftharpoons } 吲哚-3-丙酮酸 + NADH + H+
吲哚乳酸脱氢酶主要参与色氨酸的代谢过程。